# Ulises Dumont
Ulises Dumont (Buenos Aires, 7 d'abril de 1937 — Buenos Aires, 29 de novembre de 2008), va ser un prolífic actor argentí, figura de primer ordre del cine del seu país. Va treballar sota la direcció dels més importants cineastes de l'Argentina, actuant tant en comèdies com en drames.
També va ser actor de teatre, i va actuar en obres de directors també molt importants al seu país.

## Filmografia
- Horizontal/Vertical (2008)
- Tus ojos cuando llueven (2008)
- Yo la recuerdo ahora (2007)
- Ese mismo loco afán (2007)
- peso, 1 dólar (2006)
- Próxima salida (2004)
- Un mundo menos peor (2004)
- Diarios de motocicleta (2004)
- Conversaciones con mamá (2004)
- Rosas rojas... rojas (2003)
- La esperanza (2003)
- Sueños atómicos (2003)
- Rosarigasinos (2001)
- Los días de la vida (2000)
- Una historia de tango (corto - 2000)
- Ciudad sin luz (1999)
- El mar de Lucas (1999)
- El astillero (1999)
- Cerca de la frontera (1999)
- Sólo gente (1999)
- El mismo amor, la misma lluvia (1999)
- Yepeto (1999)
- El viento se llevó lo que (1998)
- Doña Bárbara (1998)
- Sus ojos se cerraron (1998)
- Zapallares (corto - 1998)
- El Che (1997)
- El paseo de Maltecci (corto - 1997)
- Historias clandestinas en La Habana (1996)
- Policía corrupto (1996)
- Juntos, in any way (corto - 1996)
- El cóndor de oro (1995)
- El censor (1995)
- Fotos del alma (1995)
- Historias de amor, de locura y de muerte (1994)
- Sin opción (1994)
- Bar de mala muerte (corto - 1993)
- Al filo de la ley (1992)
- La redada (1991)
- Le roi de Patagonie (telefilm - 1990)
- Billetes, billetes... (1988)
- Bajo otro sol (1988)
- Gracias por los servicios prestados (1988)
- Sur (1987)
- El año del conejo (1987)
- Con la misma bronca (inconclusa - 1987)
- La película del rey (1986)
- Te amo (1986)
- De halcones y palomas (inèdita - 1986)
- Contacto ninja en la Argentina (inèdita - 1986)
- Cuarteles de invierno (1984)
- La Rosales (1984)
- Los chicos de la guerra (1984)
- El hombre que ganó la razón (no estrenada comercialment - 1984)
- No habrá más penas ni olvido (1983)
- Los enemigos (1983)
- La invitación (1982)
- Últimos días de la víctima (1982)
- El hombre del subsuelo (1981)
- Tiempo de revancha (1981)
- Los crápulas (1981)
- Las vacaciones del amor (1981)
- Sentimental (1980)
- Este loco amor loco (1979)
- La fiesta de todos (1978)
- La parte del león (1978)
- Nunca dejes de empujar, Antonio (mediometraje - 1978)
- El casamiento de Laucha (1977)
- Crecer de golpe (1976)
- ¡Quiero besarlo Señor! (1973)
- Autocine mon amour (1972)
- Estoy hecho un demonio (1972)
- La gran ruta (1971)
- Dos quijotes sobre ruedas (1964)